# こんな私じゃなかったに (映画)
『こんな私じゃなかったに』（こんなわたしじゃなかったに）は、1952年に公開された川島雄三監督の日本映画。

## 概要
『週刊平凡』に連載された北條誠の作品が原作で、現代劇コメディドラマである。
また、山下欽一を演じる川喜多雄二（旧名川喜多小六）の松竹入社後最初の出演作品でもある。
特別出演ではん子を演じると共に主題歌「こんな私じゃなかったに」を歌う神楽坂はん子は当時現役の神楽坂芸妓、かつコロムビア所属の歌手だった。

## あらすじ
自由大学理学部・応用化学教室に通う才媛の女学生、村田千秋（水原真知子）の学費は姉の昌子（宮城千賀子）が負担していた。
昌子は元芸者であり、現在は踊りの師匠として生計を立てている。そして、昌子は田舎の実家に預けた息子貢一（小島輝明）のためにも仕送りしていて、それは昌子の夫、横山武が出征する際、無理矢理に別れさせられて消息不明になったからだった。
千秋は大学に通う自分の学費と、そして自分の生活に加えて実家への仕送りという2世帯の生活費を負担している昌子の苦労を思い、姉の昔の友人お龍（櫻むつ子）の伝手で夜に芸者のアルバイトを始めることにした。アルバイト先で千秋は姉昌子並みの踊りの技量を発揮、そして持ち前の学力によって芸者として人気者になった。
だが、その噂は大学にも伝わり、そして千秋に思いを寄せる天文学教室の学生、山下欽一（川喜多雄二）は千秋が芸者アルバイトで生活費を稼いでいることに心を痛めた。その心配をよそに、千秋は酔った勢いで人柄に好意を持った客の矢島武（山村聰）に結婚を迫っていた。
やがて千秋の芸者アルバイトの噂は姉の昌子の元にも達し、心配した昌子は山下と相談した末に山下の知人だった千秋の客、矢島と対面するが、その矢島の正体は昌子の元夫、横山武本人だった。千秋は矢島が昌子を苦労させている張本人だと知り憤慨したが、実は矢島本人も昌子が身を引いた理由を知らず、家族が矢島に知らせず勝手にやったことだと判明した。
そして、10年ぶりに父親が帰ってきたことを息子の貢一は喜び、貢一を中心とした昌子、矢島の家族3人の姿に千秋は涙した。
その後、大学の七夕祭で、天文学教室にて山下と仲良く望遠鏡を覗く千秋の姿があった。

## スタッフ
- 監督 - 川島雄三[2]
- 製作 - 小倉武志[2]
- 脚本
  - 川島雄三[4]
  - 池田忠雄[2]
  - 柳沢類寿[2]
  - 野村芳太郎[2]
- 原作 - 北條誠[3]
- 撮影 - 西川亨[2]
- 美術 - 逆井清一郎[2]
- 録音 - 小尾幸魚[2]
- 照明 - 豊島良三[2]
- 編集 - 浜村義康[2]
- 音楽 - 木下忠司[2]
- 主題歌 - コロムビア・オーケストラ「こんな私じゃなかったに」[2]
  - 作詞：西條八十[2]
  - 作曲：古賀政男[2]
  - 歌：神楽坂はん子[2]

## キャスト

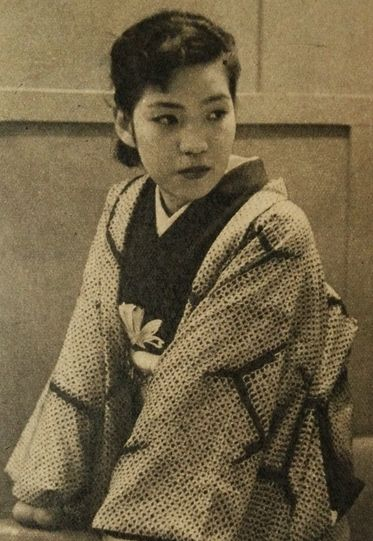
特別出演の芸妓、神楽坂はん子。
（1952年12月24日）

- 宮城千賀子 - 村田昌子[2]
- 水原真知子 - （昌子の）妹千秋[2]
- 山村聡 - 矢島武[2]（横山武[3]）
- 坂本武 - （昌子の）父真吉[2]
- 北龍二 - （昌子の）兄隆一郎[2]
- 川喜多雄二 - 山下欽一[2]
- 日守新一 - 紐里教授[2]
- 櫻むつ子 - お龍[2]
- 諸角啓二郎 - 清水寿人[2]
- 水上令子 - 「時本」女将[2]
- 小島輝明 - 貢一[6]
- 桂小金治[2] - 幇間
- 美山悦子[2]
- 川村禾門[2]
- 保香田鶴子[2]
- 田代芳子[2]
- 八乙女信子[2]
- 山田英子[2]
- 阿南純子[2]
- 高瀬進[2]
- 青木富夫[2]
- 横山準[2]
- 二宮照子[2]
- 大杉陽一[2]
- 谷川浩子[2]
- 小林十九二[2]
- 竹田法一[2]
- 神楽坂はん子 - はん子（特別出演[2]）